# Знам'янський район
Зна́м'янський район — колишня адміністративно-територіальна одиниця у складі Кіровоградської області України. Площа — 1 334 км². Адміністративний центр — місто Знам'янка (до складу району не входить). Населення становить 22 066 (на 1 січня 2019 року).

## Адміністративний устрій
05.02.1965 Указом Президії Верховної Ради Української РСР передано Глинську, Захарівську, Іванівську та Федірківську сільради Знам'янського району до складу Кремгесівського району, а Цибулівську сільраду Олександрівського району до складу Знам'янського району.
Адміністративно-територіально поділяється на 11 сільських рад, які об'єднують 45 населених пунктів та підпорядковані Знам'янскій районній раді. Адміністративний центр — місто Знам'янка.

## Влада
Голови РДА:
- Іващук Анатолій Олексійович
- Дзядух Василь Онисимович

## Політика
25 травня 2014 року відбулися Президентські вибори України. У межах Знам'янського району була створена 31 виборча дільниця. Явка на виборах складала — 56,34 % (проголосували 11 285 із 20 030 виборців). Найбільшу кількість голосів отримав Петро Порошенко — 46,28 % (5 223 виборців); Юлія Тимошенко — 18,24 % (2 058 виборців), Олег Ляшко — 11,04 % (1 246 виборців), Анатолій Гриценко — 7,20 % (813 виборців), Сергій Тігіпко — 4,96 % (560 виборців). Решта кандидатів набрали меншу кількість голосів. Кількість недійсних або зіпсованих бюлетенів — 1,25 %.

## Транспорт
Районом проходить низка важливих транспортних коридорів, серед них автошляхи E50М30 та E584.

## Населення
Розподіл населення за віком та статтю (2001)
| Стать | Всього | До 15 років | 15-24 | 25-44 | 45-64 | 65-85 | Понад 85 |
| --- | ------ | ----------- | ----- | ----- | ----- | ----- | -------- |
| Чоловіки | 13 910 | 2635        | 2028  | 3995  | 3571  | 1595  | 86       |
| Жінки | 16 321 | 2625        | 1793  | 3836  | 4331  | 3341  | 395      |
| \| Статево-вікова піраміда \| Статево-вікова піраміда \| Статево-вікова піраміда \| \| ----------------------- \| ----------------------- \| ----------------------- \| \| Чоловіки \| Вік \| Жінки \| \| 86 \| 85 + \| 395 \| \| 134 \| 80-84 \| 432 \| \| 342 \| 75-79 \| 977 \| \| 550 \| 70-74 \| 1117 \| \| 569 \| 65-69 \| 815 \| \| 1070 \| 60-64 \| 1434 \| \| 674 \| 55-59 \| 862 \| \| 889 \| 50-54 \| 988 \| \| 938 \| 45-49 \| 1047 \| \| 1107 \| 40-44 \| 1000 \| \| 993 \| 35-39 \| 965 \| \| 960 \| 30-34 \| 971 \| \| 935 \| 25-29 \| 900 \| \| 959 \| 20-24 \| 816 \| \| 1069 \| 15-20 \| 977 \| \| 1089 \| 10-14 \| 1113 \| \| 887 \| 5-9 \| 911 \| \| 659 \| 0-4 \| 601 \| |        |             |       |       |       |       |          |
| Статево-вікова піраміда |        |             |       |       |       |       |          |
| Чоловіки | Вік    | Жінки       |       |       |       |       |          |
| 86 | 85 +   | 395         |       |       |       |       |          |
| 134 | 80-84  | 432         |       |       |       |       |          |
| 342 | 75-79  | 977         |       |       |       |       |          |
| 550 | 70-74  | 1117        |       |       |       |       |          |
| 569 | 65-69  | 815         |       |       |       |       |          |
| 1070 | 60-64  | 1434        |       |       |       |       |          |
| 674 | 55-59  | 862         |       |       |       |       |          |
| 889 | 50-54  | 988         |       |       |       |       |          |
| 938 | 45-49  | 1047        |       |       |       |       |          |
| 1107 | 40-44  | 1000        |       |       |       |       |          |
| 993 | 35-39  | 965         |       |       |       |       |          |
| 960 | 30-34  | 971         |       |       |       |       |          |
| 935 | 25-29  | 900         |       |       |       |       |          |
| 959 | 20-24  | 816         |       |       |       |       |          |
| 1069 | 15-20  | 977         |       |       |       |       |          |
| 1089 | 10-14  | 1113        |       |       |       |       |          |
| 887 | 5-9    | 911         |       |       |       |       |          |
| 659 | 0-4    | 601         |       |       |       |       |          |

Населення міста Знам'янки становить близько 32 тисяч.
За національним складом воно поділяється таким чином:
- українці — 87,7 %,
- росіяни — 10,3 %,
- білоруси та молдовани — по 0,3 %.

На території міста діють більш ніж 40 політичних партій, і більш ніж 50 громадських організацій.
В органах Пенсійного фонду на обліку перебувають 10.5 тис. пенсіонерів, які одержують пенсії на підставі 24 законодавчих актів України. На обліку в управлінні праці та соціального захисту населення перебуває 6182 пільговики, із них: 2670 ветеранів війни, 3129 ветеранів праці, 288 громадян, які постраждали внаслідок Чорнобильської катастрофи, 92 ветерани військової служби та органів внутрішній справ та 3 реабілітованих громадянина, які стали інвалідами внаслідок репресій або є пенсіонерами. У місті субсидіями користується близько 2.3 тис. сімей. Витрати їх за рахунок субвенції державного бюджету місцевим бюджетам за призначеними субсидіями у 2003 році зменшено на 688.1 тис. грн., які профінансовано в повному обсязі.
Субсидії на придбання скрапленого газу та твердого палива в місті надані 348 сім'ям на суму 97.7 тис. грн., які їх повністю отримали.
За 2003 рік надано пільг на загальну суму 1349.5 тис. грн., на відшкодування яких спрямовано 1313.1 тис. грн.
При управлінні праці та соціального захисту населення Знам'янського міськвиконкому організована робота громадян похилого віку та інвалідів, до складу якого входять: відділення соціальної допомоги вдома, відділення методико-соціальної та соціально-побутової реабілітації. Протягом 2003 року надано різних видів соціальних послуг 3335 особам.

## Природно-заповідний фонд

### Ботанічний заказник
Антоновичська балка.

### Ландшафтний заказник
Чорноліський (загальнодержавного значення).

### Ботанічні пам'ятки природи
Дуби-велетні (Відділкова лікарня станції Знам'янка), Дуби-велетні (Знам'янська міська рада), Ковилові горби, Кудинове.

### Гідрологічна пам'ятка природи
Болото «Чорний ліс» (загальнодержавного значення).

### Комплексна пам'ятка природи
Витоки річки Інгулець (загальнодержавного значення).

### Заповідні урочища
Антоновицькі горби, Бочки.

## Релігія
У місті зареєстровано 15 релігійних громад.
Українська Греко-Католицька Церква — «Успіння Пресвятої Богородиці».
Українська православна церква Московського патріархату має храми Святого Андрія, Святої мучениці Тетяни, Свято-Знамення Богородиці;
Українська православна церква Київського патріархату — церкви Святої мучениці Тетяни, Свято-Троїцьку;
Українська автокефальна православна церква — храм Чернігівської ікони Божої Матері «Одигітря».
По три громади мають євангельські християни-баптисти та християни віри євангельської, по одній — свідки Єгови та адвентисти сьомого дня.

## Медицина
Медичне обслуговування здійснюють дві лікарні: центральна районна лікарня (заснована в 1958 році) та залізнична лікарня (заснована в 1883 році А. В. Лисенком, досвідченим лікарем, братом видатного українського композитора М. В. Лисенка).

## Значні для міста історичні події

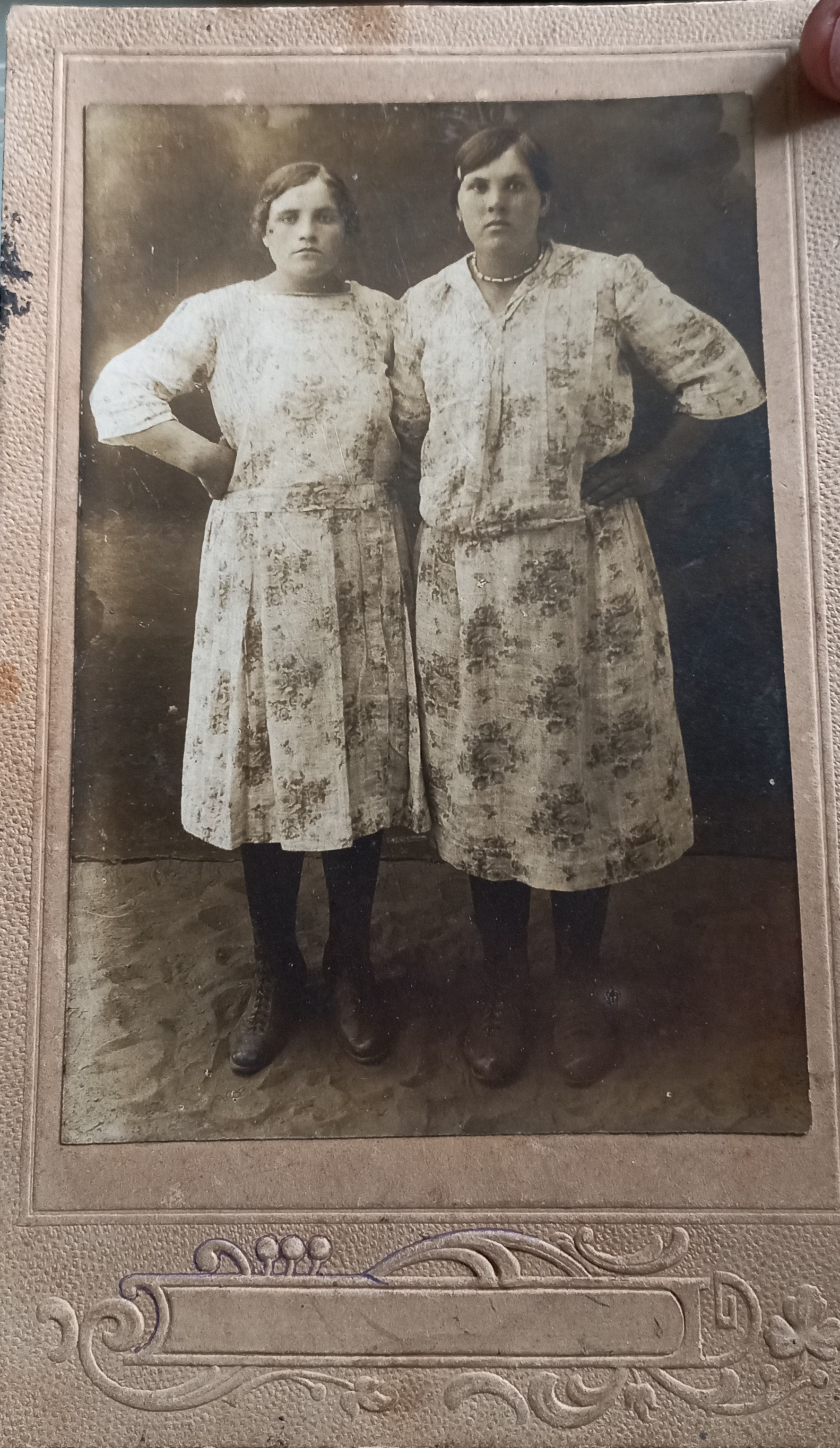
Родина з села Дейнегівка, тепер Новоолександрівка, 1920ті роки

На початку XX століття Російська імперія разом з найбільшими капіталістичними країнами світу вступила у вищу стадію розвитку капіталізму — імперіалізм. Перехід до імперіалізму ще більше посилив і загострив соціальні контрасти. Історична неминучість революції 1905 — 1907 рр. була обумовлена всім ходом соціально-економічного і політичного розвитку пореформеної Росії. Були організовані виступи, страйки, збройні повстання по всій Росії. Не стояли осторонь залізничники. Страйки виникали також і в Знам'янці. Страйковий комітет очолив лікар залізничної лікарні Андрій Віталійович Лисенко.
Залізничники звернулися до керівництва Харківсько-Миколаївської залізниці з вимогами. Високі інстанції попереджують знам'янських залізничників, аби ті припинили страйк, бо проти них застосують силу. Не бажаючи дальшого загострення подій, влада змушена видати маніфест. У ньому, а також у листі міністра шляхів містилися обіцянки виконати основні вимоги залізничників. Тому комітет оголошує про припинення страйку.
24 жовтня 1905 року рух поїздів через станцію Знам'янка відновився. Під час Другої світової війни знам'янчани хоробро воювали проти фашистів. В пам'яті повік не зіткнуться імена народних героїв-партизанів і підпільників, які власним життям заплатили за свободу чорноліського краю: С. Ю. Безкаравайний, М. П. Бершадський, Т. І. Аналат, М. В. Хромкін, П. І. Бацанов. На фронтах другої світової війни відважно билися з ненависним ворогом сотні залізничників. Не всі повернулися до рідної Знам'янки. Чимало залізничників брало безпосередню участь у визволенні рідного міста.
Машиніст Г. М. Трунін командував танковим екіпажем і в числі перших 9 грудня 1943 року увірвався на південно-східну околицю Знам'янки.

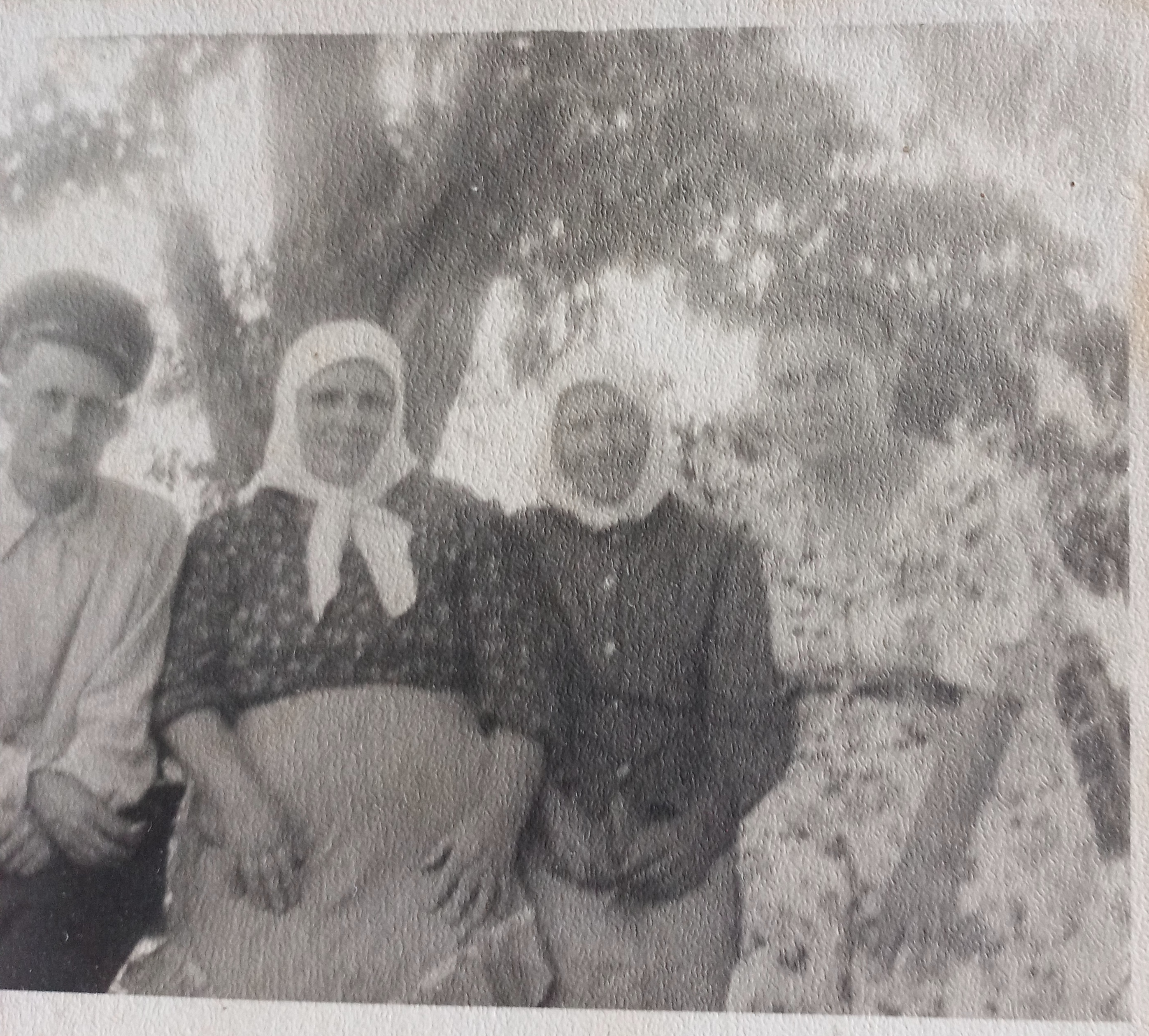
Лукія Стаченко (друга ліворуч, низька) з родиною, 1955

Жителька Новоолександрівки, Лукія Юхимівна Стаченко (1879-1973) допомагала партизанам Чорного лісу в роки окупації.
10 грудня Москва салютувала доблесним радянським військам, які звільнили від фашистів велику залізничну станцію, котра мала стратегічне значення у подальшому розгортанні бойових дій. Вісімнадцять військових частин і з'єднань стали іменуватися «Знам'янськими». Жителі міста не забудуть подвигу екіпажу бомбардувальника 81-го авіаполку на чолі з командиром ескадрильї капітаном М. В. Огурцовим, який 28 листопада 1943 року прорвався крізь вогонь ворожих зеніток і влучно скинув бомбовий вантаж на скупчення ешелонів з важливим вантажем для фашистів. Наш літак був збитий і впав поруч із залізничним полотном. Знам'янка стала вільною, та треба було докласти чимало зусиль, аби відбудувати її і в першу чергу пустити в дію залізницю.

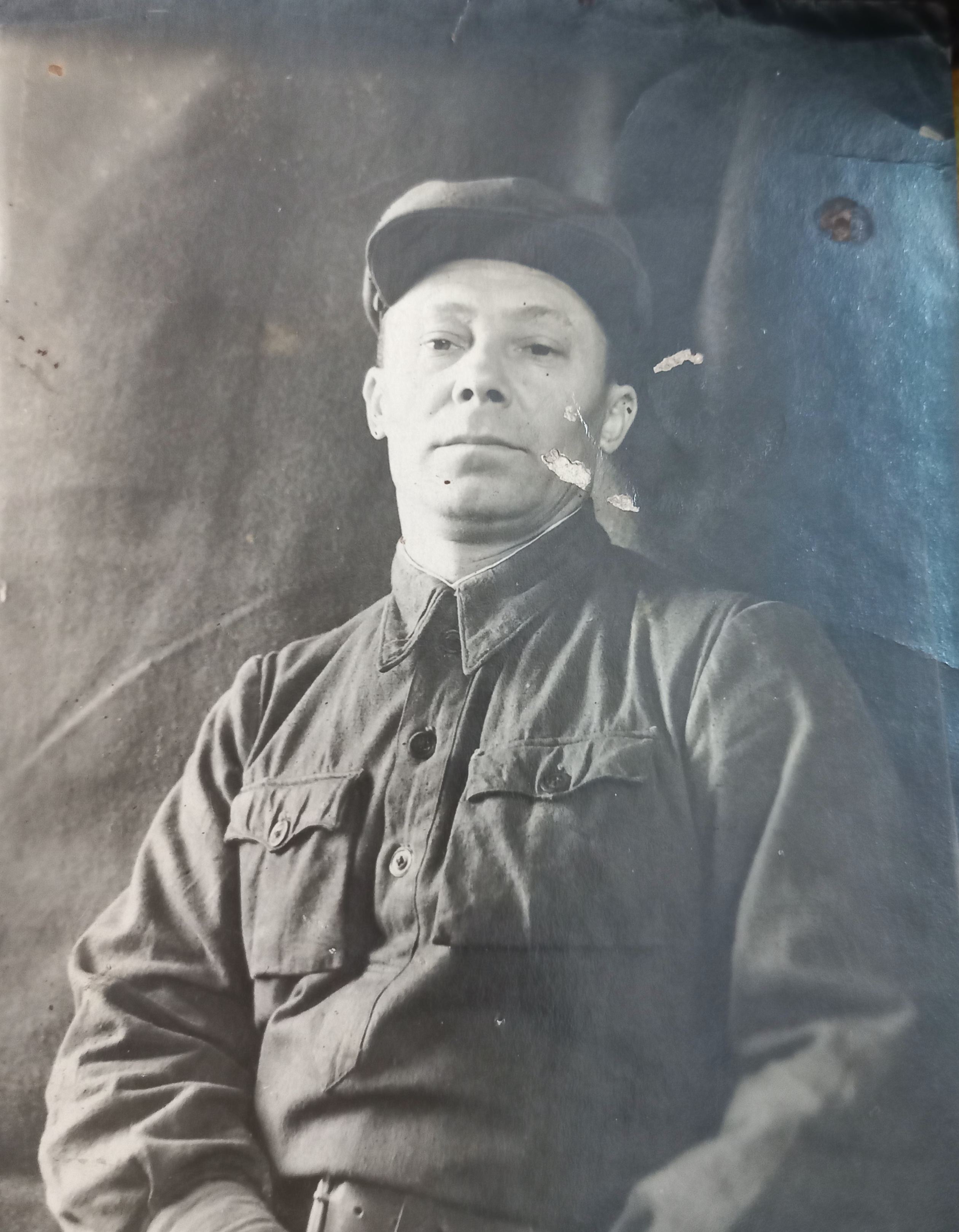
Панас Кравцов

Панаса Дем'яновича Кравцова, сина Лукії Стаченко, знам'янського чоботаря та ветерана двох війн, було вислан о на Камчатку, а його син, Дмитро, загинув у 1946 від наслідків війни та третього Голодомору 1946-1947 у віці 14 років.

## Пам'ятники, пам'ятки
У Знам'янському районі Кіровоградської області на обліку перебуває 52 пам'ятки історії.
У Знам'янському районі Кіровоградської області на обліку перебуває 13 пам'яток архітектури.

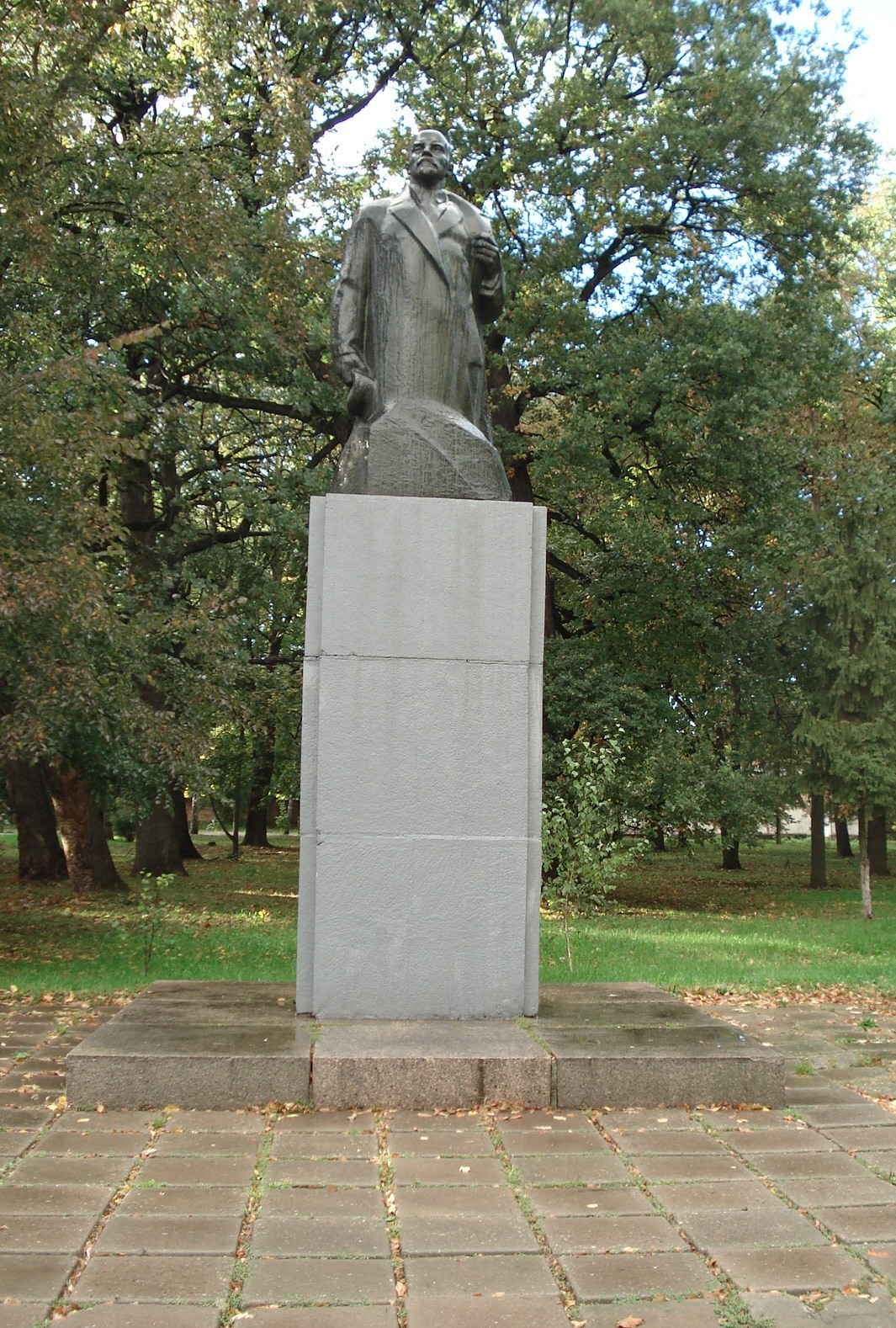
Пам'ятник Леніну у Знам'янці (демонтований 2014 року)

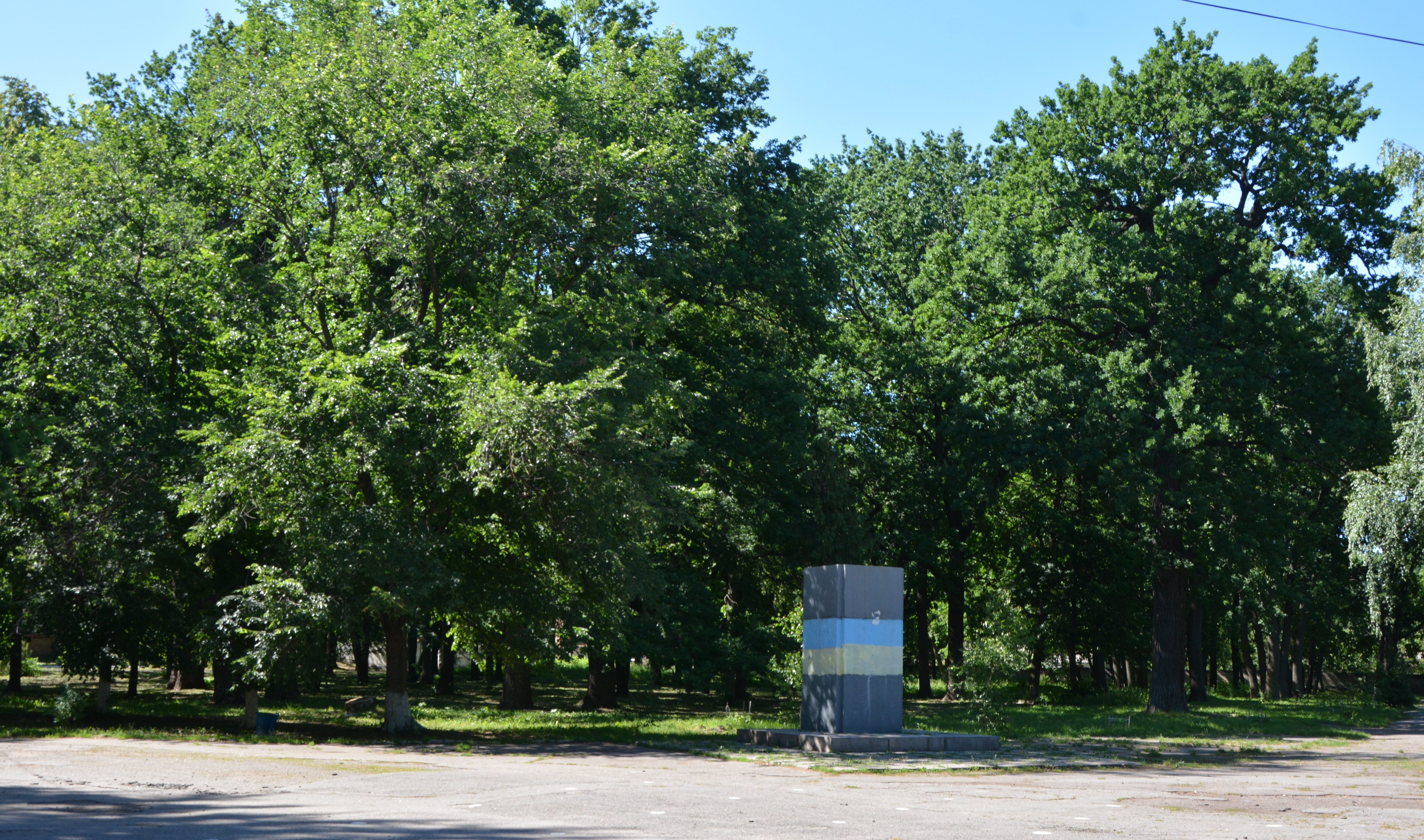
Демонтований пам'ятник Леніну

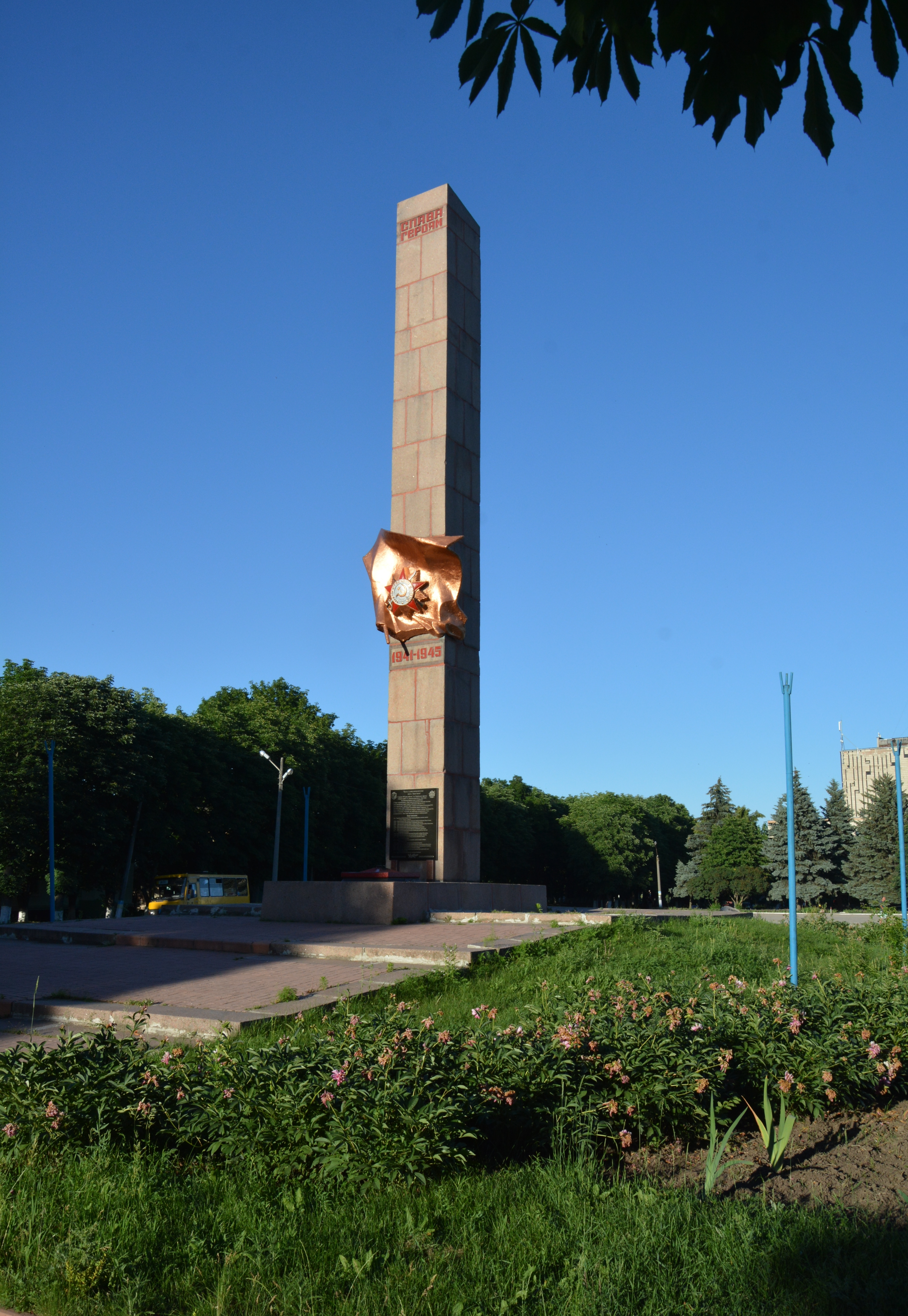
Обеліск слави у центрі Знам'янки

У 1993 році в центрі міста споруджено пам'ятник Т. Г. Шевченку, а на центральній площі міста височить обеліск загиблим воїнам. На узліссі Чорного лісу розташований меморіал-цвинтар воїнам, які загинули під час звільнення Знам'янки від фашистських загарбників у грудні 1943 року. До 61-ї річниці з дня початку Великої Вітчизняної війни на військовому кладовищі встановлено нову стелу пам'яті. 1765 викарбуваних прізвищ загиблих знам'янчан — наша пам'ять про них.
2014 року у Міському парку культури було демонтовано пам'ятник Леніну, натомість 2019 року на його місці встановлено арт-об'єкт "Я люблю Знам'янку  .

## Персоналії
Видатні постаті міста:
- Лисенко Андрій Віталійович (1851 — †1910) — лікар.
- Рябошапка Олександр Антонович
- Красицька Антоніна Вереміївна

### Герої Знам'янщини
Наша глибока шана і вічна пам'ять хоробрим і відважним землякам, які за особливі подвиги на фронтах німецько-радянської війни удостоєні найвищої відзнаки — звання Героя Радянського Союзу. Одинадцять знам'янчан — Герої Радянського Союзу. Четверо з них не дійшли до Перемоги. Ще четверо померли у післявоєнний час.
Знам'янчани — Герої Радянського Союзу: Ананьєв Іван Федорович, Губенко Кузьма Йосипович, Євплов Іван Гаврилович, Кива Олексій Минович, Кобець Федір Семенович, Крюченко Володимир Пилипович, Лінник Михайло Никифорович, Лінник Павло Дмитрович, Маляренко Михайло Софронович, Осадчий Олександр Петрович, Філоненко Петро Євдокимович — всі ці люди зробили вагомий внесок у боротьбу за вітчизну, і вони по праву є видатними постатями міста.